# Si no te quisiera
«Si no te quisiera» es una canción del DJ español Juan Magán, junto a la cantante mexicana Belinda y el rapero dominicano Lápiz Conciente.

## Antecedentes
Magán y Belinda ya habían trabajado juntos anteriormente en el 2012, al romper récords de ventas y de permanencia en el número 1 de todas las listas de éxito españolas con la canción "Te voy a esperar", que fue el tema central de la película súper taquillera, Las aventuras de Tadeo Jones.
Si no te quisiera fue uno de los temas elegidos como Future Hits Shazam, la aplicación de reconocimiento musical global. El sencillo se convirtió en un fenómeno digital, que supera desde su estreno el pasado verano, el millón de streaming en Spotify y Youtube, las dos plataformas digitales que marcan la tendencia del éxito musical. Ha sido certificado disco de platino en España.
El sencillo fue lanzado en todas la tiendas digitales dentro del EP, The King Is Back, Vol. 1, pero también es uno de los temas que estará incluido en el nuevo álbum de Juan Magán.
Según un comunicado de Universal, "Si No Te Quisiera" alcanzó el número uno en radio nacional de Ecuador y se mantiene entre las tres canciones más sonadas del país. Desde su salida, se convirtió en el número uno de streaming y descargas digitales de España, también se impuso en las listas de éxitos de radio y digitales de México y Chile.
Se alzó al puesto número 1 de ventas de sencillos en España durante 2 semanas 

## Video
El video musical fue dirigido por Rafael Choclan. Fue estrenado oficialmente el 25 de noviembre de 2014 en las cuentas oficiales de Magán en VEVO y YouTube. El video nominado a los Premios Videoclip Awards fue grabado en Punta Cana, República Dominicana. El clip se grabó durante 2 días, contando con la participación de 6 actores, quienes interpretan diferentes papeles en una historia de amor. La trama es sencilla, pero conmovedora ya que a ritmo de fiesta, la canción es una declaración de amor, y tal como lo muestra el video, puede darse a cualquier edad, desde la niñez, juventud, y hasta en la edad adulta.
El vídeo lleva más de 200 millones de visitas en Youtube y VEVO, convirtiéndose el 2.º vídeo más visto de Belinda (1.º "En la obscuridad") y el 2.º "Mal de amores" de Juan Magán (1.º "Si No Te Quisiera")

## Formatos
| Descarga digital |                     |          |  |
| N.º              | Título              | Duración |  |
| 1.               | «Si No Te Quisiera» | 3:05     |  |

## Posicionamiento
| Región         | Lista                            | Mejor posición |
| 2014           | 2014                             | 2014           |
| -------------- | -------------------------------- | -------------- |
| Europa         | Euro Digital Top 200             | 138            |
| España         | Top 50 Canciones                 | 1              |
| España         | Top 50 Radio Musical             | 1              |
| España         | Billboard España                 | 1              |
| México         | Billboard Español Airplay        | 10             |
| México         | Billboard Airplay                | 32             |
| Estados Unidos | Billboard Latin Pop Airplay      | 35             |
| Estados Unidos | Billboard Latin Rhythm Airplay   | 16             |
| 2015           |                                  |                |
| México         | Billboard Español Airplay        | 4              |
| Venezuela      | Record Report Top 100            | 3              |
| Venezuela      | Record Report Top Latino         | 1              |
| Venezuela      | Record Report Multimedia Semanal | 1              |
| Estados Unidos | Billboard Latin Pop Airplay      | 18             |
| Estados Unidos | Billboard Latin Rhythm Airplay   | 11             |
| Estados Unidos | Billboard Tropical Airplay       | 35             |

| País            | Lista                          | Mejor posición  |
| Fin de año 2014 | Fin de año 2014                | Fin de año 2014 |
| --------------- | ------------------------------ | --------------- |
| España          | Top 50 Canciones Anual         | 23              |
| España          | Top 100 Streaming Anual        | 48              |
| Fin de año 2015 |                                |                 |
| España          | Top 100 Canciones Anual        | 24              |
| Fin de año 2024 |                                |                 |
| Ecuador         | Top 100 Canciones Urbano Anual | 79              |

## Certificaciones
| País           | Organismo certificador | Certificación | Ventas certificadas | Ref.   |
| -------------- | ---------------------- | ------------- | ------------------- | ------ |
| España         | PROMUSICAE             | Doble Platino | 80 000              | [ 22 ] |
| Estados Unidos | RIAA                   | Oro (Latin)   | 30 000              | [ 23 ] |
| México         | AMPROFON               | Diamante      | 300 000             | [ 24 ] |

## Historial de lanzamientos
| Región         | Fecha                    | Formato          | Ref.  |
| -------------- | ------------------------ | ---------------- | ----- |
| Latinoamérica  | 25 de septiembre de 2014 | Radio            | [ 2 ] |
| Estados Unidos | 25 de septiembre de 2014 | Radio            | [ 2 ] |
| España         | 25 de septiembre de 2014 | Radio            | [ 2 ] |
| España         | 21 de octubre de 2014    | Descarga digital | [ 9 ] |